# 30-й Северокаролинский пехотный полк
30-й Северокаролинский пехотный полк (30th North Carolina Infantry Regiment) представлял собой один из пехотных полков армии Конфедерации во время Гражданской войны в США. Полк прошёл все сражения Северовирджинской армии от Севен-Пайнс до капитуляции при Аппоматтоксе.

## Формирование
30-й Северокаролинский был сформирован в Кэмп-Магнум около Роли 7 октября 1861 года. Его роты были набраны в округах Сэмпсон, Уоррен, Брунсвик, Уэйк, Нэш, Гранвилл, Даплин, Эджкомб, Мур и Мекленберг. Полковником был избран Фрэнсис Паркер (1827—1905), подполковником — Вальтер Дрогно, майором — Джеймс Келл.

## Боевой путь

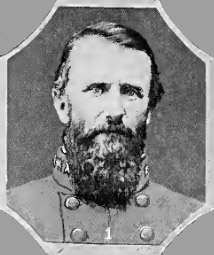
Полковник Фрэнсис Паркер

После формирования полк был направлен в форт Джонсон, в распоряжение бригадного генерала Джозефа Андерсона. Через несколько недель он был переведён в Кэмп-Уиатт, около форта Фишер. В этом лагере полк провёл всю зиму, а весной был переведён в Уильмингтон. Затем он был направлен в Онслоу, где 1 мая прошёл реорганизацию. В итоге майор Келл стал подполковником. После реорганизации полк вернули в Онслоу, а затем направили в Ричмонд и полк был задействован в сражении при Севен-Пайнс, где его потери были невелики. После сражения армия была реорганизована, и 30-й Северокаролинский попал в северокаролинскую бригаду Джорджа Андерсона.